# Corbu (Harghita)
Corbu (in ungherese Gyergyóholló) è un comune della Romania di 1 571 abitanti, ubicato nel distretto di Harghita, nella regione storica della Transilvania.
Il comune è formato dall'unione di 2 villaggi: Capu Corbului e Corbu.